# GU Весов
GU Весов (лат. GU Librae) — одиночная переменная звезда в созвездии Весов на расстоянии (вычисленном из значения параллакса) приблизительно 7069 световых лет (около 2167 парсеков) от Солнца. Видимая звёздная величина звезды — от +13,8m до +11,8m.

## Характеристики
GU Весов — переменная звезда.